# Vaktmästaren och professorn
Vaktmästaren och professorn är en lundensisk karnevalsfilm från 2002 med manus av Anders Andersson och Henrik Widegren samt i regi av den förstnämnde.

## Handling
Handlingen utspelar sig under universitetsjubileet och studentrevoltåret 1968 och kretsar kring hur en dryg konservativ professor och en sluskig vaktmästare av misstag tvingas byta roller med varandra samtidigt som radikala studenter planerar en ockupation av universitetet. Idén är delvis tagen från den kända snapsvisan med samma namn som filmen, vars melodi Internationalen fungerar som något av filmens ledmotiv. Filmen innehåller också stora sång- och dansinslag som parafraserar äldre tiders hollywoodmusikaler, bland annat i form av en parodisk vattenbalett à la Esther Williams.

## Om filmen
Som brukligt i karnevalsfilmssammanhang domineras rollistan av kända spexare. I huvudrollerna som professor Krona och vaktmästare Rot ses lundaspexarna Hugo Carlsson och Johan Stenfeldt och bland övriga medverkande märks Anders Johansson, Sanna Persson och Josefina Johansson. Också Anders Jansson och Johan Wester samt tv-profilen Marianne Söderberg gör ett par mindre gästspel i filmen.
Vaktmästaren och professorn var den första karnevalsfilmen att spelas in helt digitalt, vilket minskade såväl inspelningstid som -kostnader jämfört med tidigare produktioner.
Som en kuriositet kan nämnas att Vaktmästaren och professorn är den första karnevalsfilmen på decennier i vilken den lundensiske karnevalslegenden Folke "Spuling" Lindh inte kunde medverka eftersom han avlidit sedan föregående karneval. Han figurerar dock ändå i filmen i form av ett digitalanimerat fotografi.

### Mottagande
Recensenten Jan Mårtensson i Sydsvenskan gav filmen betyget 5 och skrev att filmen "är en utmärkt karnevalsfilm, tillgänglig för alla och med lite extra för dem som kan sitt Lund", och omnämnde även Sanna Persson som "en komisk njutning som urskånsk övermarskalk".

## Roller (urval)
- Hugo Carlsson - Professor Gerhard Krona
- Johan Stenfeldt - Vaktmästare Rot
- Jenny Hagberg - Lillemor
- Sanna Persson - Övermarskalken
- Henrik Wagenius - Åke, revolutionär
- Johanna Körner - Birgitta, revolutionär
- Amanda Vasko - Kerstin, revolutionär
- Josefina Johansson - Inez, revolutionär
- Peter Kihlström - Klas, revolutionär
- Peeter Randsalu - Kjell, revolutionär
- Anders Johansson - Sten, hippie
- Anna Braun - Moa, utbytesstudent från Kina
- Johan Linders - Amanuensen
- Johan Wester - Robert Flycht, kameraman
- Anders Jansson - Morgan Pålsson, reporter
- Per Thorén - Chaufför Johansson
- Fredrik Fritzson - Polis
- Albert Balkay - Polis
- Henrik Nilsson - Studentsångare
- Carl Montan - Studentsångare
- Fredrik Tersmeden - Studentsångare
- Göran Edwall - Studentsångare
- Ola Bergstrand - Teknolog 1
- Markus Berggren - Teknolog 2
- Johan Rünow - Teknolog 3
- Adam Roth - Granne
- Olof Jarlman - Granne
- Jonas Klevhag - Brevbäraren
- Marianne Söderberg - sig själv
- Boel Flodgren - Middagsgäst
- Per Ola Olsson - Middagsgäst
- Mats Nilsson - Bomben